# VI (You Me at Six)
VI è il sesto album in studio del gruppo musicale britannico You Me at Six, pubblicato nel 2018.

## Tracce
1. Fast Forward – 3:14
2. Straight to My Head – 3:37
3. Back Again – 2:56
4. Miracle in the Mourning – 3:15
5. 3AM – 3:34
6. I O U – 3:31
7. Pray for Me – 3:05
8. Predictable – 3:56
9. Danger – 3:11
10. Losing You – 3:30

Tracce bonus (Giappone)
1. Back Again (acoustic)
2. Fast Forward (acoustic)

CD bonus (The VI Sessions)
1. Predictable (demo)
2. Danger (demo)
3. Back Again (acoustic)
4. Fast Forward (acoustic)

## Formazione
- Josh Franceschi – voce
- Max Helyer – chitarra
- Chris Miller – chitarra
- Matt Barnes – basso
- Dan Flint – batteria